# Biologie marină

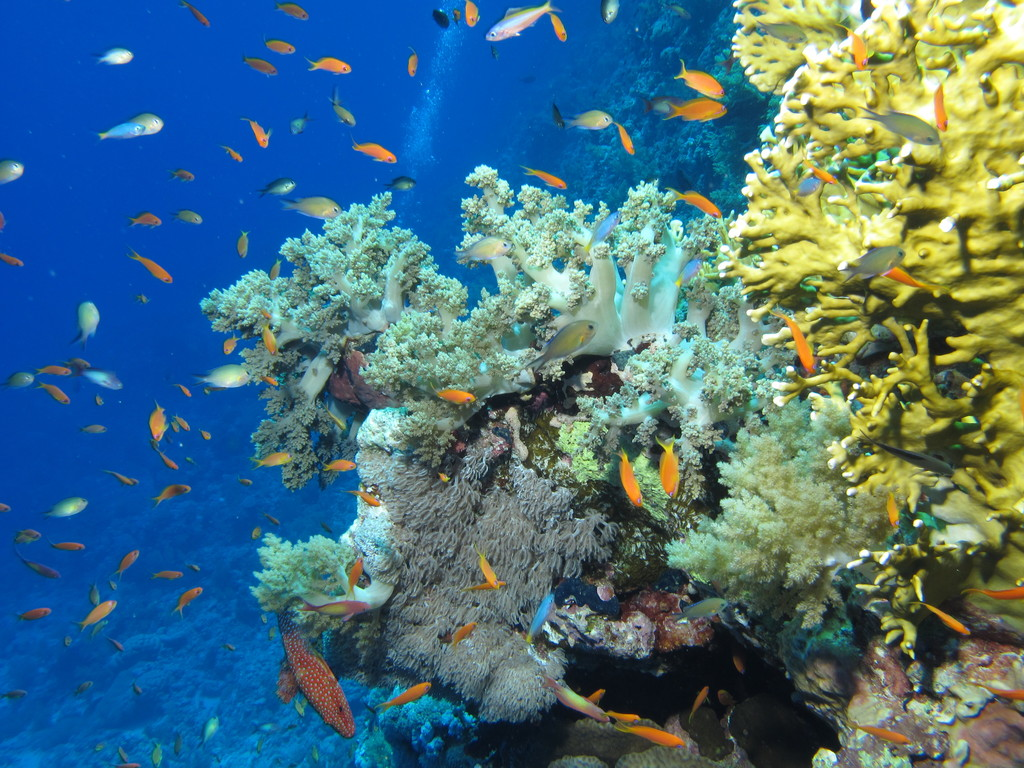
Biodiversitate marină

Biologia marină sau oceanografia biologică, este o știință ramură a biologiei care se ocupă cu studiul vieții în bazinele oceanice, diversității viețuitoarelor marine, al adaptării și evoluției lor, productivitatea biologică a cestora.

Biologia marină se ocupă și cu studiul organismelor terestre și aeriene care depind direct de mediile de apă sărată pentru procurarea hranei și satisfacerea altor nevoi. 

## Istoric
Biologia marină a început cu simple observații privind distribuția, varietatea și modul de viață al unor organisme din apele litorale. 
În jurul anului 800 î. Ch. fenicienii și grecii cunoșteau Marea Mediterană și multe aspecte din viața organismelor marine, iar în jurul anilor 600 î. Ch. s-au realizat primele cercetări în jurul coastelor Africii. Aristotel a descris numeroase specii și a consemnat observații foarte interesante privind comportamentul unor animale marine.
Abia în secolul al XIX-lea începe să se contureze definirea unei direcții de cercetare bine conturată a biologiei marine. Edward Forbes (1815-1854) poate fi considerat ca unul dintre marii fondatori ai biologiei marine. El a cercetat fauna marină prelevând numeroase probe bentonice. A realizat o hartă cu distribuția geografică a unor hidrobionți în mările Europei. Împreună cu alți biologi, între care Michael Sars, a reușit să aducă argumente împotriva teoriei azoice, care consideră că de la o anumită adâncime nu există viață pe fundurile oceanice. În 1850 au reușit să descopere și să descrie, 19 specii bentonice de la adâncimea de 500 m.

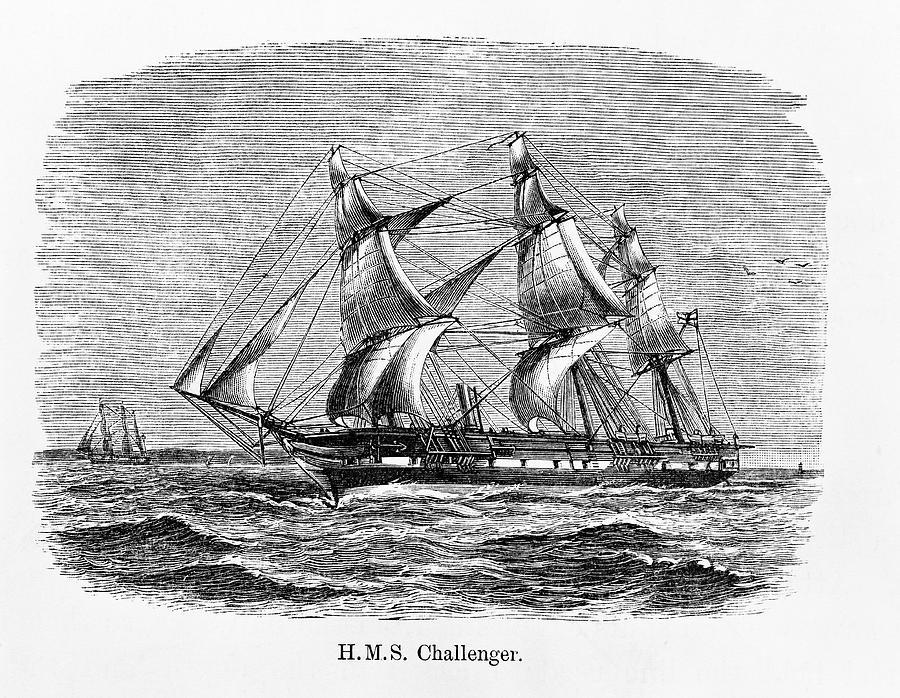
Vasul HMS Challenger, 1874

Cercetările oceanologice ale lui William Benjamin Carpenter și Charles Wyville Thomson au deschis interesul larg pentru expedițiile științifice organizate pentru cunoașterea vieții în mări și oceane. Expediția realizată cu vasul de cercetări HMS Challenger (1872-1876), a fost prima expediție științifică organizată în vederea cunoașterii diversității biologice în oceane. Expediția a parcurs 68.890 mile marine și au fost descoperite 4700 de specii noi. 
În dezvoltarea biologiei marine ca ramură a științelor naturii, un merit deosebit l-a avut Charles Darwin, fondatorul teoriei evoluționiste. În expediția pe vasul Beagle din anul 1831, a reușit să acumuleze date de mare importanță pentru cunoașterea organismelor marine. Cercetările sale efectuate în recifii coralieri și ipoteza lansată privind formarea atolilor și a insulelor de corali, au creat direcții noi de cercetare, care și în zilele noastre au rămas deschise cunoașterii vieții marine. 
În anul 1950 încep primele expediții oceanografice ale navei Calypso sub comanda lui Jacques-Yves Cousteau. Cu aceasta, timp de patru decenii, s-au explorat mările și oceanele lumii, din ghețurile Antarcticii și ale Nordului până în Marea Roșie, Marea Caraibelor și Marea Mediterană, s-au efectuat numeroase cercetări și mii de ore de filmări subacvatice, care au adus în atenția lumii uimitoarea biodiversitate a lumii submarine.
Lansarea în anul 1962 a primelor laboratoare subacvatice conduse de Jacques-Yves Cousteau, a permis mai multor scafandrii-cercetători să studieze in situ viața submarină. Camerele de luat vederi subacvatice instalate pe aceste laboratoare submerse, au deschis orizonturi nelimitate în ceea ce privește înțelegerea proceselor și fenomenelor care se desfășoară în mediul marin la adâncimi mari sau chiar foarte mari.  
Înființarea în Europa și în America a numeroase stațiuni de cercetări marine, a dus la crearea unor institute prestigioase de biologie marină, care coordonează cercetările oceanologice: Laboratoire de Banyuls-sur-Mer, IFREMER, Joint Oceanographic Institutions, International Council for the Exploration of the Sea, Woods Hole Oceanographic Institution, Scripps Institution of Oceanography ș.a. În prezent aparatura destinată cercetărilor marine a devenit deosebit de sofisticată și performantă. 

## Biologia marină în România
Bazele hidrobiologiei românești au fost puse de Emil Racoviță, Ioan Borcea și Grigore Antipa. Profesorul Ioan Borcea efectuează primele cercetări metodice la Marea Neagră și în lagunele litorale din Dobrogea.
Prima expediție românească de cercetări în Marea Neagră a fost făcută de Grigore Antipa cu crucișătorul Elisabeta, în 1893. 

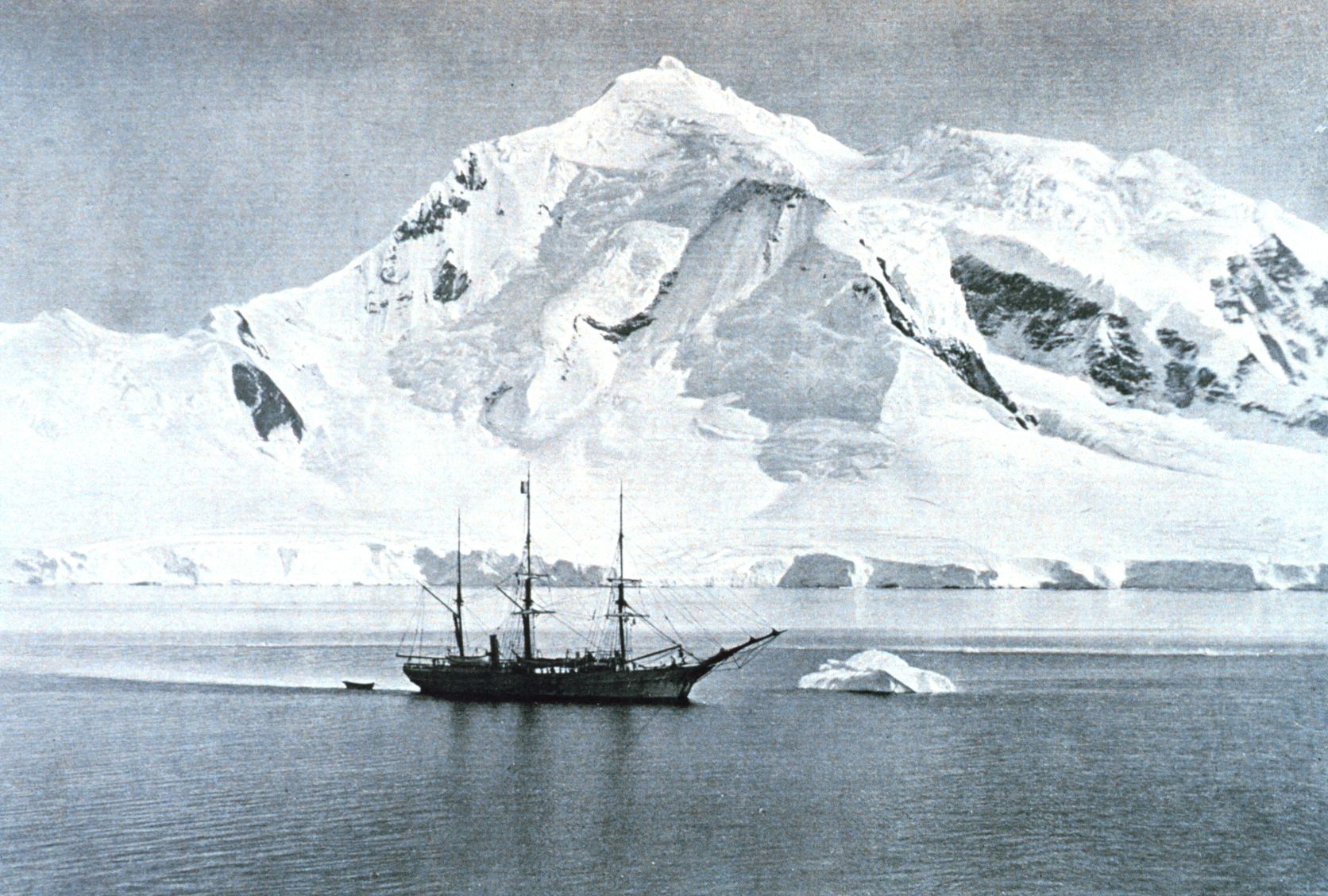
Nava Belgica

Emil Racoviță fondatorul biospeologiei, în anul 1891 lucrează la laboratoarele Arago în cadrul stațiunii de biologie marină de la Banyuls-sur-Mer, unde efectuează o serie de scufundări la adâncimea de 10 m cu echipament de scufundare din acea vreme, pentru a studia viața subacvatică. În 1896 prezintă teza de doctorat în biologia marină consacrată structurii capsulei cefalice a anelidelor polichete.  

Participant la expediția în Antarctica a vasului Belgica în (1897-1899), Emil Racoviță a intrat și în istoria oceanologiei prin cercetările efectuate asupra cetaceelor și a pinguinilor antarctici. 
În 1926 profesorul Ioan Borcea a fondat Stațiunea Zoologică  Marină de la Agigea, aparținând de Universitatea „Alexandru Ioan Cuza” din Iași care a devenit, în timp, cea mai puternică școală românească de hidrobiologie în general și de oceanografie în special.
În 1932 Grigore Antipa pune bazele Institutului de Oceanografie de la Mamaia. 
În 1954, sub auspiciile Comisiei pentru hidrologie, hidrobiologie și ihtiologie a Academiei Române, Institutul de biologie “Traian Săvulescu” și Institutul de cercetări piscicole, se inițiază prin sectorul de biologie marină din Constanța cercetări complexe asupra vieții și condițiilor de mediu din Marea Neagră.

La scurt timp, Institutul de Cercetări Hidrotehnice a creat, în 1960, Stațiunea de Cercetări Oceanografice din Constanța și o stațiune de cercetare la Sulina. 
Academicienii Eugen Pora și Mihai Băcescu, care au participat la expedițiile navelor Vityaz în anul 1962 și Anton Bruun în 1965, au deschis oceanologia românească către domeniile de vârf ale cercetărilor marine. 
În perioada 1960 - 1970 existau în funcțiune cinci unități de cercetare marină, care desfășurau activități în paralel. Prin unificarea acestora, s-a înființat în anul 1970 Institutul Român de Cercetări Marine (IRCM), cu scopul îndeplinirii dezideratelor și în spiritul continuării tradiției anterioare în cercetarea marină inițiată de predecesorii Emil Racoviță, Ioan Borcea și Grigore Antipa.
Din 1990 Stațiunea Biologică Marină “Prof.dr. Ioan Borcea” a revenit la Universitatea “Al.I.Cuza” din Iași, iar IRCM a devenit Institutul Național de Cercetare și Dezvoltare Marină Grigore Antipa. 
În etapa actuală cercetătorii români participă la realizarea unor programe internaționale legate de Marea Neagră, Marea Mediterană și de alte mări ale lumii.

## Subdomenii
Există numeroase subdomenii ale biologiei marine. Biologia marină unește biologia funcțională cu ecologia, hidrobiologia, geografia, geologia, fizica, chimia etc. Elucidează funcțiile de relație, nutriție și de reproducere caracteristice unor grupe de organisme marine, în strânsă corelație cu factorii ecologici.
Biologia marină este strâns legată de oceanografie și studiază relațiile dintre diversele fenomene și schimbări din mări și oceane, răspândirea și adaptarea organismelor care populează mediul marin.  Aceasta include ecologia și problemele de mediu (încălzirea globală, deplasarea straturilor de dioxid de carbon) și conservarea mediului marin.
Alte arii importante de studiu sunt lanțurile trofice marine, exploatarea resurselor marine, speciilor de pești și crustacee importante din punct de vedere economic, probleme legate de poluarea oceanului planetar. 

Recentele cercetări în biotehnologie s-au îndreptat către biologia marină și mediul marin, în special studiul proteinelor, cu utilizări în medicină sau inginerie și care pot conduce la obținerea de materiale biomimetice.